# Valkana Tosheva
Valkana Tosheva –en búlgaro, Вълкана Тошева– (1971) es una deportista búlgara que compitió en halterofilia.
Ganó tres medallas en el Campeonato Mundial de Halterofilia entre los años 1989 y 1992, y cuatro medallas en el Campeonato Europeo de Halterofilia entre los años 1988 y 1993.

## Palmarés internacional
| Campeonato Mundial | Campeonato Mundial              | Campeonato Mundial | Campeonato Mundial |
| Año                | Lugar                           | Medalla            | Categoría          |
| ------------------ | ------------------------------- | ------------------ | ------------------ |
| 1989               | Mánchester (Reino Unido)        | Medalla de bronce  | 67,5 kg            |
| 1990               | Sarajevo (Yugoslavia)           | Medalla de plata   | 82,5 kg            |
| 1992               | Varna (Bulgaria)                | Medalla de bronce  | 82,5 kg            |
| Campeonato Europeo |                                 |                    |                    |
| Año                | Lugar                           | Medalla            | Categoría          |
| 1988               | San Marino (San Marino)         | Medalla de oro     | 67,5 kg            |
| 1989               | Mánchester (Reino Unido)        | Medalla de plata   | 67,5 kg            |
| 1990               | Santa Cruz de Tenerife (España) | Medalla de plata   | 82,5 kg            |
| 1993               | Valencia (España)               | Medalla de bronce  | 76 kg              |